# Episodi di Missione impossibile (settima stagione)
La settima stagione della serie televisiva Missione impossibile è stata trasmessa negli Stati Uniti dalla CBS dal 16 settembre 1972 al 30 marzo 1973
| nº | Titolo originale | Titolo italiano       | Prima TV USA      | Prima TV Italia |
| -- | ---------------- | --------------------- | ----------------- | --------------- |
| 1  | Break!           | Gioco d'azzardo       | 16 settembre 1972 |                 |
| 2  | Two Thousand     | L'anno 2000           | 23 settembre 1972 |                 |
| 3  | The Deal         | Colpo di stato        | 30 settembre 1972 |                 |
| 4  | Leona            | L'ultima chance       | 7 ottobre 1972    |                 |
| 5  | TOD-5            | Guerra batteriologica | 14 ottobre 1972   |                 |
| 6  | Cocaine          | Cocaina               | 21 ottobre 1972   |                 |
| 7  | Underground      | Lavaggio del cervello | 28 ottobre 1972   |                 |
| 8  | Movie            | Cinema                | 4 novembre 1972   |                 |
| 9  | Hit              | Alibi di ferro        | 11 novembre 1972  |                 |
| 10 | Ultimatum        | Ricatto nucleare      | 18 novembre 1972  |                 |
| 11 | Kidnap           | Tutto per tutto       | 2 dicembre 1972   |                 |
| 12 | Crack-Up         | Scacco matto          | 9 dicembre 1972   |                 |
| 13 | The Puppet       | Doppio intrigo        | 22 dicembre 1972  |                 |
| 14 | Incarcerate      | Voodoo                | 5 gennaio 1973    |                 |
| 15 | Boomerang        | Boomerang             | 12 gennaio 1973   |                 |
| 16 | The Question     | Attentato             | 19 gennaio 1973   |                 |
| 17 | The Fountain     | L'eterna giovinezza   | 26 gennaio 1973   |                 |
| 18 | The Fighter      | La legge del ring     | 9 febbraio 1973   |                 |
| 19 | Speed            | Droga all'asta        | 16 febbraio 1973  |                 |
| 20 | The Pendulum     | Pendulum              | 23 febbraio 1973  |                 |
| 21 | The Western      | Far West              | 2 marzo 1973      |                 |
| 22 | Imitation        | Doppio scambio        | 30 marzo 1973     |                 |